# 常香玉
常香玉（1923年—2004年6月1日），原名张妙玲，河南巩县人，中国豫剧女演员，中国文联荣誉委员，曾担任中国戏剧家协会副主席、河南省文联副主席、河南省戏剧家协会主席、河南豫剧院院长、河南省戏曲学校校长与六届全国人大代表，逝后被国务院追授“人民艺术家”称号。

## 名字来源
有两种说法：
一说：常香玉出生的那个年代，戏曲表演人员的地位较低，有“戏子”一说。本名为张妙玲的她，因为唱戏自己的家族因此而觉得蒙羞，因此便要求她改名。
二说：常香玉拜师后，她的义父因喜欢戏曲中项羽这个人物，随将其名字改为项羽，但项羽不适合女孩，故改为香玉，再加上义父的常姓，常香玉这个名字便形成了。

## 生平
常香玉9岁开始随父亲学戏，后拜翟燕身、周海水为师。10岁登台献唱，13岁在开封就小有名气，在以后的演出生涯中，她注重融合豫剧不同唱腔为“豫西调”所用，并逐渐形成了自己的演唱风格，后来人们将她的演唱风格称为“常派”。

### 捐献飞机

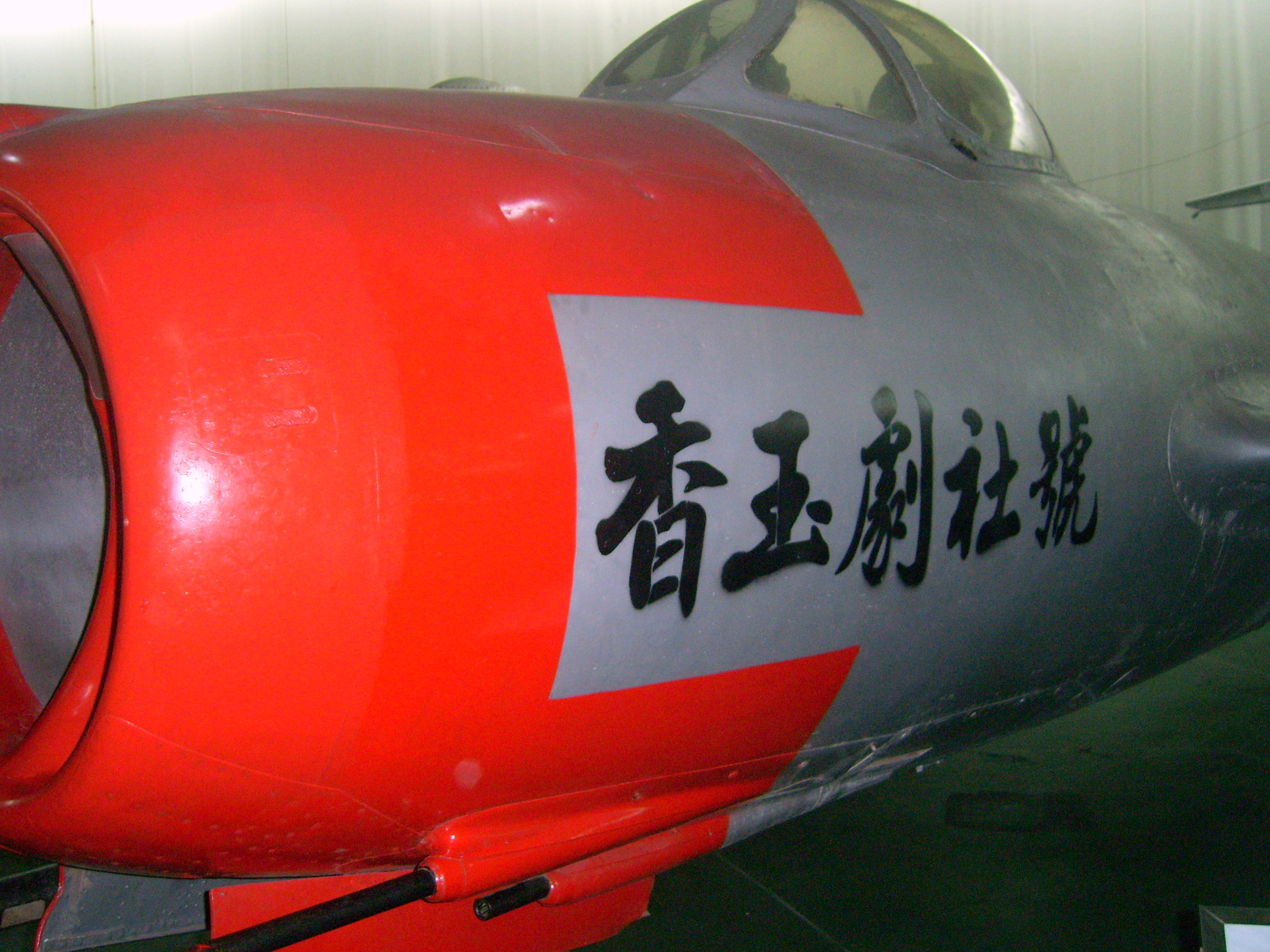
常香玉捐献的香玉剧社号飞机

朝鲜战争时期，常香玉率领香玉剧社利用半年时间在全国巡演，她将演出所得费用向中国人民志愿军捐献了“香玉剧社号”战斗机一架。

### 逝世
2004年6月1日逝世，国务院追授常香玉“人民艺术家”荣誉称号。

## 演唱特点
吐字重而不死，轻而不飘，字正腔圆，韵味十足。

## 代表作品
《花木兰》、《拷红》、《白蛇传》，现代戏《红灯记》等。

## 主要作品

### 影视作品
| 作品名称         | 上映时间 | 作品类型   | 扮演角色 | 导演           | 合作演员                       |
| 花木兰           | 1956年   | 豫剧电影   | 花木兰   | 刘国权、张新实 | 赵义庭、吴碧波、马天德、汤兰香 |
| 人欢马叫         | 1965年   | 戏曲艺术片 | 大娘     | 孙敬           | 王善朴、任宏恩、魏云、张富生   |
| 豫剧艺术家常香玉 | 1980年   | 纪录片     | 常香玉   | 段洪           |                                |
| 常香玉           | 1993年   | 电影       | 常香玉   | 顾琴芳         | 艾立、王亚君                   |

### 综艺节目
| 节目名称                | 播出时间   | 摄制单位   |
| 鲁豫有约·常香玉         | 2003-07-01 | 凤凰电视台 |
| 艺术人生·常香玉         | 2003-08-01 | 中央电视台 |
| 艺术人生·常香玉（纪念） | 2004-07-01 | 中央电视台 |

### 代表剧目
| 剧目名称   | 首演时间       | 饰演角色 | 备注                                   |
| 打土地     | 1938年2月5日   | 青衣农妇 | 豫剧第一个现代戏                       |
| 秦雪梅吊孝 | 1945年         | 秦雪梅   |                                        |
| 拷红       | 1945年         | 红娘     |                                        |
| 花木兰     | 1951年         | 花木兰   | 第一届戏曲观摩汇演荣誉奖，后被拍成电影 |
| 桃花庵     | 1956年8月      | 窦氏     |                                        |
| 大祭桩     | 1956年         | 黄桂英   |                                        |
| 五世请缨   | 1957年12月12日 | 佘太君   |                                        |
| 破洪州     | 1959年         | 穆桂英   | 参加河南省第二届戏曲观摩汇演           |
| 三哭殿     | 1959年12月1日  | 银屏公主 |                                        |
| 游龟山     | 1961年         | 胡凤莲   |                                        |
| 朝阳沟     | 1964年         | 栓保娘   | 现代戏                                 |
| 李双双     | 1964年5月30日  | 李双双   | 现代戏                                 |
| 人欢马叫   | 1965年6月9日   | 吴大娘   | 后被拍摄为电影                         |
| 红灯记     | 1974年10月9日  | 李奶奶   | 现代戏                                 |
| 断桥       | 1980年4月9日   | 白素贞   |                                        |
| 柳河湾     | 1981年12月     | 郭大脚   |                                        |